# (4024) Ronan
(4024) Ronan ist ein Hauptgürtelasteroid, der am 24. November 1981 von Ted Bowell von der Anderson-Mesa-Station des Lowell-Observatoriums aus entdeckt wurde.
Der Asteroid wurde nach dem britischen Schriftsteller Colin Ronan (1920–1995) benannt.